# Ciało Kierownicze Świadków Jehowy
Ciało Kierownicze – niewielka grupa starszych, czyli nadzorców Świadków Jehowy, sprawujących nadzór nad całą ich organizacją religijną. Nadzoruje ogólnoświatową działalność ewangelizacyjną, prowadzoną przez głosicieli zorganizowanych w zbory oraz redagowanie i wydawanie publikacji religijnych Świadków Jehowy. Członkowie Ciała Kierowniczego mieszkają i usługują w Biurze Głównym Świadków Jehowy w Warwick w Stanach Zjednoczonych.
Członkowie Ciała Kierowniczego należą do tzw. „klasy pomazańców” (uważani są przez współwyznawców za namaszczonych duchem świętym). Liczba osób uważających się za pomazańców, które obecnie żyją jeszcze na świecie wynosi przeszło 23 tysiące.
Ciało Kierownicze utożsamiane jest z „niewolnikiem wiernym i roztropnym” (określenie z Mt 24:45, według NW). „Niewolnik” ów to: „niewielka grupa braci namaszczonych duchem świętym, która usługuje w Biurze Głównym podczas obecności Chrystusa i ma bezpośredni udział w przygotowywaniu i rozdzielaniu pokarmu duchowego”. Nie uważają się za żadnych przywódców Świadków Jehowy, uznają, że tę rolę sprawuje Jezus Chrystus.
Ciało Kierownicze nie jest natchnione przez Boga ani nieomylne. Jednak Świadkowie Jehowy uważają, że na Ciało Kierownicze oddziałuje duch święty, wspierają je aniołowie i że podporządkowuje się Słowu Bożemu – Biblii. Świadkowie Jehowy uważają, że grono to trzyma się wzoru z I wieku, kiedy to „apostołowie i starsi” dzielili się wiedzą oparta na Piśmie Świętym, tak by każdy  z nich mógł podejmować osobiste decyzje (Dz Ap 25:2). Ciało Kierownicze rozumie, że każdy „poniesie swój własny ciężar” odpowiedzialności, i szanuję wolną wolę innych do podejmowania osobistych decyzji (Gal 6:5).

## Historia
W początkowym okresie działalności Badaczy Pisma Świętego uważano, że „niewolnikiem wiernym i roztropnym” był pierwszy prezes Towarzystwa Strażnica – Charles Taze Russell. W roku 1927 potwierdzono wygłaszany już wcześniej pogląd, że jest to sługa zbiorowy – grupa osób namaszczonych duchem. Świadkowie Jehowy uważają, że klasa „niewolnika” została ustanowiona w roku 1919, po oczyszczeniu zboru chrześcijańskiego, które miało miejsce od roku 1914 do początku roku 1919. Samo określenie „ciało kierownicze” zaczęło pojawiać się w publikacjach Świadków Jehowy w latach 40. XX wieku.
Do 1971 roku z Ciałem Kierowniczym utożsamiano siedmioosobowy zarząd Pensylwańskiego Towarzystwa Biblijnego i Traktatowego – Strażnica. 6 września 1971 roku prezes Nathan H. Knorr rozszerzył skład Ciała Kierowniczego o dodatkowe 4 osoby nie należące do Zarządu. Wówczas grono to oficjalnie nazwano „Ciałem Kierowniczym”.
Nie ma z góry określonej liczby członków Ciała Kierowniczego. W całej historii ich liczba się zmieniała (od 7 w latach 2010–2012 i 2014–2018, do 18 w latach 1974–1980). Obecnie (rok 2025) Ciało Kierownicze liczy 11 członków, spośród których najdłużej tę funkcję sprawuje Gerrit Lösch (od 1994 roku).

## Opis
Ciało Kierownicze stanowi grupa mężczyzn (ich liczba nie jest ściśle określona), spośród uznawanych za „namaszczonych” i wybranych do współrządzenia w niebie wraz z Chrystusem po Armagedonie. Co roku następuje zmiana przewodniczącego zgodnie z porządkiem alfabetycznym. Głównymi zadaniami Ciała Kierowniczego jest regulowanie spraw administracyjnych oraz bezpośrednie funkcje wykonawcze. W jego kompetencjach leży wyjaśnianie oraz publiczne ogłaszanie „obecnego rozumienia” (współczesnych interpretacji) słów zawartych w Biblii. Wykładnie Ciała ogłaszane są w publikacjach i uznawane za oficjalne stanowisko Świadków Jehowy w naukach, jakie głoszą, a każda publikacja wydawana przez Towarzystwo Strażnica jest zatwierdzana przez to grono. Ciało Kierownicze ważne decyzje podejmuje kolektywnie. Mianuje też Komitety Oddziałów i Komitety Krajów, które nadzorują działalność w jednym lub kilku krajach.
W kompetencjach Ciała Kierowniczego leży też powoływanie na wyższe stanowiska we wspólnocie oraz udzielanie porad oraz odpowiedzi na pytania zadane przez lokalne wspólnoty. Całe to grono spotyka się raz w tygodniu, najczęściej w środę rano.
1 stycznia 1976 roku Ciało Kierownicze przejęło prawie wszystkie uprawnienia i kompetencje zarządu i prezesa Towarzystwa Strażnica. Utworzono 6 komitetów (Koordynatorów, Personalny, Wydawniczy, Służby, Nauczania i Redakcyjny), które zastąpiły w funkcjach administracyjnych poprzednie, podlegające wcześniej urzędowi prezesa. Wtedy też prezes Towarzystwa przestał być stałym przewodniczącym Ciała Kierowniczego i wprowadzono kadencyjność tej funkcji. Żaden z jego członków nie ma większych uprawnień od pozostałych. Od 1992 roku na pomocników komitetów Ciało Kierownicze (30 – w 2016 roku, 42 – w 2025 roku) mianuje dojrzałych chrześcijańskich nadzorców wywodzących się z klasy „drugich owiec” (mający nadzieję życia wiecznego w raju na ziemi), którzy pomagają komitetom w wywiązywaniu się z ich zadań. Obecni prezesi Towarzystwa Strażnica: Robert Ciranko (Watch Tower Bible and Tract Society of Pennsylvania) i Harold L. Corkern (Watchtower Bible and Tract Society of New York, Inc.) nie są członkami tego organu. Robert Ciranko jest pomocnikiem Komitetu Redakcyjnego, a Harold L. Corkern pomocnikiem Komitetu Wydawniczego.

## Relacje wiernych z „niewolnikiem wiernym i roztropnym”
Świadkowie Jehowy wierzą, że Ciało Kierownicze jest powołane jako pośrednik między Jezusem Chrystusem a wszystkimi Świadkami – zarówno namaszczonymi, jak i nienamaszczonymi. Są oni zobowiązani do okazywania szacunku „niewolnikowi”, gdyż w ten sposób jest to postrzegane jako okazywanie szacunku samemu Jezusowi Chrystusowi. Członkowie organizacji uważają również za swój obowiązek trzymać się jego wskazówek, a sami uważają, że zaszczytem jest ich wspieranie. Pozostali pomazańcy nie wchodzący w skład Ciała Kierowniczego podlegają takim samym zasadom co „wielka rzesza” (nienamaszczeni wyznawcy), podlegając również zwierzchności starszych zboru.
Głównym celem „niewolnika” jest dostarczanie pokarmu duchowego i przewodzenie dziełu głoszenia.

## Członkowie

### Obecni członkowie

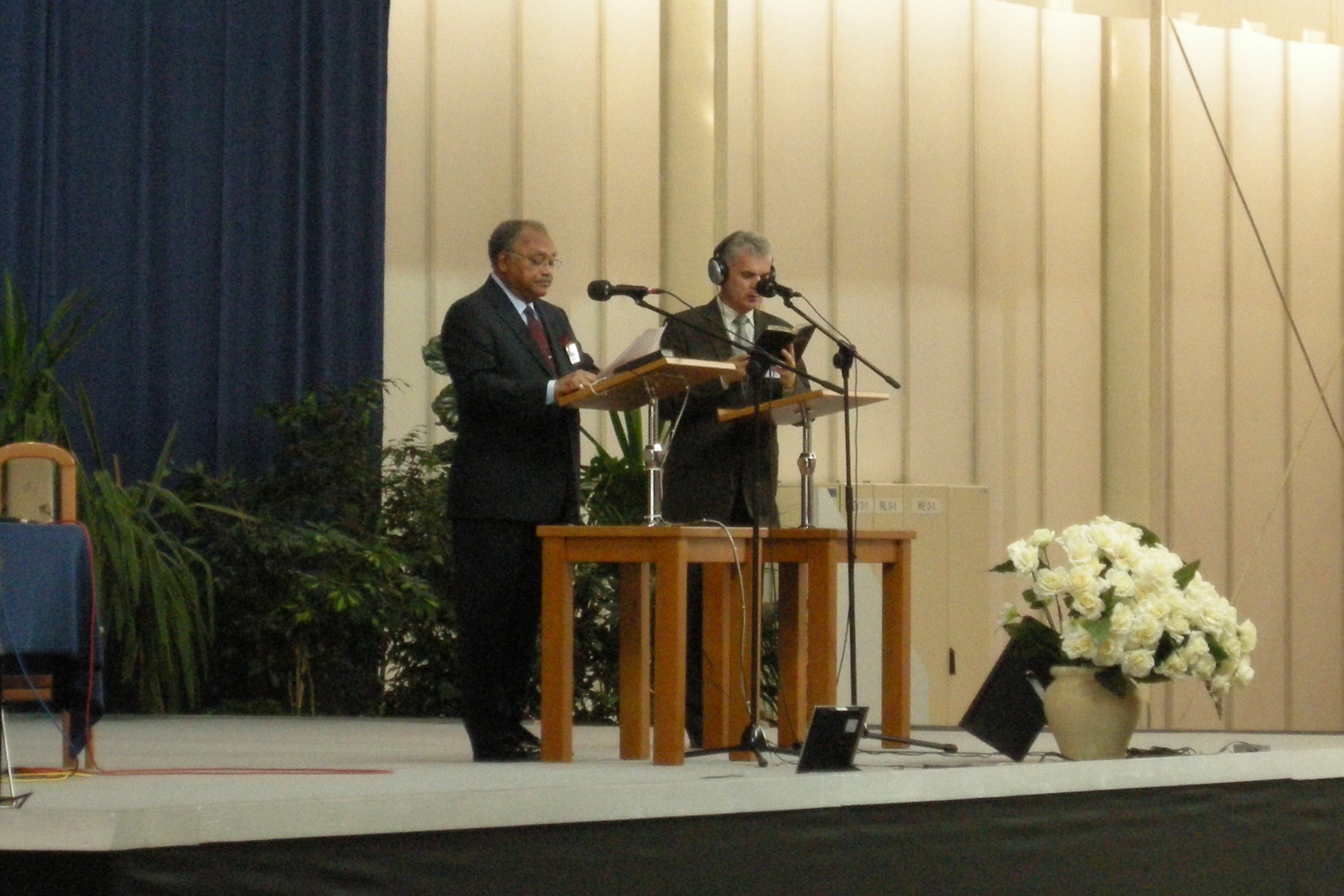
Samuel F. Herd (z lewej) przemawia na kongresie międzynarodowym pod hasłem „Czuwajcie!” w Poznaniu w 2009 roku

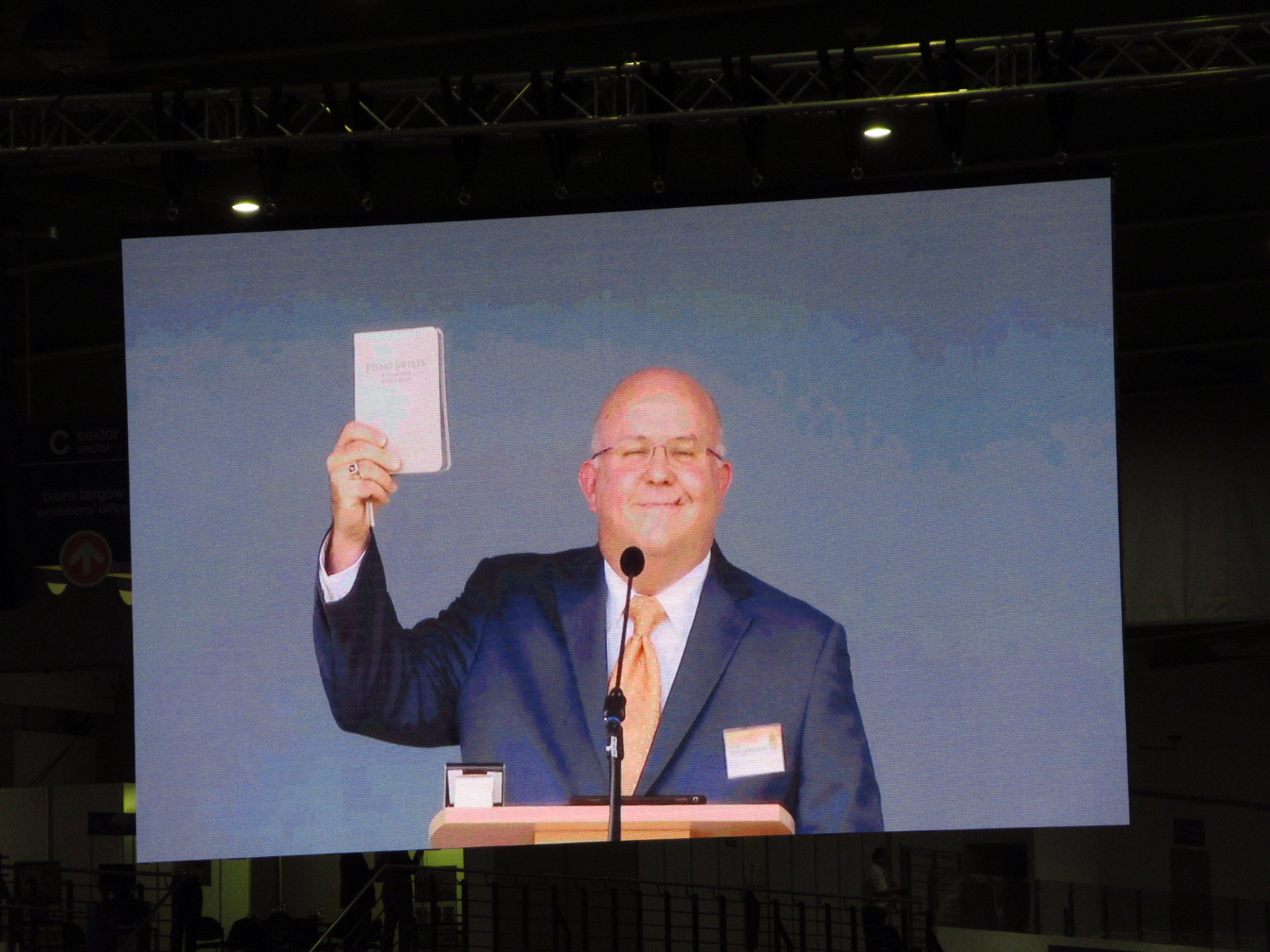
Mark Sanderson ogłasza wydanie zrewidowanego Pisma Świętego w Przekładzie Nowego Świata w j. polskim (2018)

Członkami Ciała Kierowniczego (wg kolejności alfabetycznej) są:
- Kenneth Cook (ur. 1961) – od 24 stycznia 2018 roku członek Ciała Kierowniczego Świadków Jehowy. Został ochrzczony 7 czerwca 1980 roku. 1 września 1982 roku rozpoczął służbę pionierską. 12 października 1984 roku rozpoczął służbę w amerykańskim Betel. W 1996 roku poślubił Jamie. Od stycznia 2017 roku był pomocnikiem Komitetu Redakcyjnego Ciała Kierowniczego[26].
- Gage Fleegle – od 18 stycznia 2023 roku członek Ciała Kierowniczego Świadków Jehowy. Pochodzi z Pensylwanii. 20 listopada 1988 roku został ochrzczony. Służbę pełnoczasową rozpoczął 1 września 1989 roku, a służbę w Betel w październiku 1991 roku, gdzie przez 8 lat pracował w introligatorni, a potem w Dziale Służby. Przez kilka lat należał do zboru rosyjskojęzycznego. W 2006 roku ożenił się z Nadią, która dołączyła do niego w służbie w Betel. Działali razem na terenie portugalskojęzycznym i przez ponad 10 lat na terenie hiszpańskojęzycznym. Od 2015 roku usługiwał jako pomocnik Komitetu Służby Ciała Kierowniczego. Od marca 2022 roku był pomocnikiem Komitetu Służby Ciała Kierowniczego[27][28].
- Samuel F. Herd (ur. 1935 w Liberty, w stanie Indiana[29]) – od 2 października 1999 roku członek Ciała Kierowniczego Świadków Jehowy. Został ochrzczony w marcu 1957 roku. Rozpoczął służbę pionierską w 1958 roku. W lutym 1959 poślubił współwyznawczynię Glorię i wspólnie pełnili służbę pionierską w małej społeczności w Arkansas. W 1962 roku ukończył Kurs Służby Królestwa zorganizowany na Farmie Strażnicy w South Lansing. W latach 1965–1997 usługiwał w obwodzie i okręgu. We wrześniu 1997 wraz z żoną Glorią zostali członkami rodziny Betel w Stanach Zjednoczonych, gdzie Samuel pracował w Dziale Służby. W 1998 roku został pomocnikiem Komitetu Służby Ciała Kierowniczego. Jest Afroamerykaninem[30].
- Geoffrey Jackson (ur. 1955 w Australii) – od 1 września 2005 roku członek Ciała Kierowniczego Świadków Jehowy. Został ochrzczony w 1968 roku. Służbę pionierską rozpoczął w lutym 1971 roku na Tasmanii. W czerwcu 1974 roku poślubił Jeannette (Jenny), z którą w latach 1979–2003 prowadził misje na wyspach Tuvalu, Samoa i Fidżi. Ponieważ nie było żadnego słownika języka tuvalu, wspólnie z żoną zaczął go tworzyć, opublikowali też podręcznik do gramatyki tego języka[31]. Od kwietnia 2003 roku wraz z żoną podjął pracę w Betel, gdzie zajęli się przekładem publikacji biblijnych, współpracował też w Dziale Wspierania Tłumaczeń również w Meksyku[32]. Wkrótce potem Geoffrey Jackson został przyjęty w skład Komitetu Nauczania[30][33].
- Jody Jedele – (ur. 1971) od 5 października 2024 roku członek Ciała Kierowniczego Świadków Jehowy. Służbę pełnoczasową rozpoczął w 1989 roku, a w roku 1990 został zaproszony do Betel. Był pomocnikiem Komitetu Służby Ciała Kierowniczego. Jego ojciec został Świadkiem Jehowy w latach 40. XX wieku, a mama – w latach 50. XX wieku. Po ukończeniu szkoły średniej został pionierem, a w wieku 19 lat rozpoczął wolontariat w Biurze Oddziału w Wallkill, gdzie działała również jego siostra wraz ze swoim mężem. W Biurze Oddziału początkowo współpracował z działem czystości, a po dwóch i pół roku został przeniesiony do prac biurowych, gdzie m.in. pracował przy zapewnianiu pomocy zdrowotnej misjonarzom. Później, po ślubie z Damaris, został przeniesiony do Biura Głównego Świadków Jehowy, gdzie przebywał do 2005 roku. Potem wyjechał zaopiekować się rodzicami. Usługiwał w Komitecie Łączności ze Szpitalami i w Regionalnym Komitecie Budowlanym. W 2013 roku wraz z żoną był wolontariuszem przy budowie Biura Głównego w Warwick. Dwa lata później został przydzielony do służby w Lokalnym Dziale Projektowo-Budowlanego w Patterson, a od roku 2018 – w Wallkill. W 2021 roku przydzielono go do Działu Informacji o Szpitalach, a rok później do Służby Informacji o Szpitalach w Warwick[34].
- Stephen M. Lett (ur. 1949) – od 2 października 1999 roku członek Ciała Kierowniczego Świadków Jehowy. Rozpoczął służbę pionierską w grudniu 1966 roku, a w latach 1967–1971 był członkiem rodziny Betel w Stanach Zjednoczonych. W październiku 1971 roku ożenił się i razem z żoną Susan rozpoczęli specjalną służbę pionierską. W latach 1979–1998 działał jako nadzorca obwodu. Od kwietnia 1998 roku razem z żoną ponownie podjął pracę w Betel. Pracuje w Komitecie Służby, wspomagał także prace w Komitecie Nauczania[30][35].
- Gerrit Lösch (ur. 14 września 1941 w Austrii) – od 1 lipca 1994 roku członek Ciała Kierowniczego Świadków Jehowy. Został ochrzczony w 1959 roku[36]. Pionierem został 1 listopada 1961 roku, a w latach 1963–1976 był nadzorcą okręgu i obwodu w Austrii. W latach 1965–1966 uczęszczał do 41 klasy Szkoły Gilead. W 1967 roku wziął ślub. W 1976 roku został powołany do Betel w Wiedniu, gdzie pozostał przez 14 lat. W latach 1993–1994 pracował w Komitecie Służby Ciała Kierowniczego w Brooklynie. Uchodzi za znawcę problematyki europejskiej w Ciele Kierowniczym (włada językiem niemieckim, angielskim, hiszpańskim, rumuńskim i włoskim).
- Jacob Rumph – od 5 października 2024 roku członek Ciała Kierowniczego Świadków Jehowy. Rozpoczął służbę pełnoczasową w 1995 roku, a do Betel został zaproszony w 2020 roku. Był pomocnikiem Komitetu Służby Ciała Kierowniczego. Po ukończeniu szkoły średniej został pionierem. W 1998 roku przeniósł się do Ekwadoru, aby pełnić tam służbę pionierską; poznał tam swoją przyszłą żonę, Ingę. Potem oboje byli tam pionierami specjalnymi, a następnie został nadzorcą obwodu. W 2011 roku zostali absolwentami 132. klasy Szkoły Gilead i działali w różnych częściach świata[34].
- Mark Sanderson (ur. 1965) – od 1 września 2012 roku członek Ciała Kierowniczego Świadków Jehowy. Jego matka w wieku 16 lat została Świadkiem Jehowy w 1940 roku w Kanadzie, a dwa lata później została pionierką. Wychowywał się w San Diego w Kalifornii. Chrzest przyjął 9 lutego 1975 roku. W październiku 1976 roku zachęcony przez ojca i został pionierem pomocniczym[37]. Służbę pionierską rozpoczął 1 września 1983 roku w kanadyjskiej prowincji Saskatchewan. W grudniu 1990 roku ukończył siódmą klasę Kursu Usługiwania w USA. Od kwietnia 1991 roku pełnił służbę pionierską na Nowej Fundlandii. Należał również do zboru rosyjskojęzycznego. Od grudnia 1997 roku usługiwał w kanadyjskim (gdzie pracował m.in. w Służbie Informacji o Szpitalach[38]), od roku 2000 w amerykańskim, a od 2008 roku w filipińskim Biurze Oddziału. Od września 2010 roku współpracował z Komitetem Służby Ciała Kierowniczego[39][40]. Włada językiem angielskim i rosyjskim.
- David H. Splane (ur. 1944) – od 2 października 1999 roku członek Ciała Kierowniczego Świadków Jehowy. Od września 1963 roku pełnił służbę pionierską. Następnie należał do 42 klasy Szkoły Gilead, by po jej ukończeniu zostać misjonarzem w Senegalu. Później przez 19 lat był nadzorcą obwodu w Kanadzie, a w 1990 roku przeniósł się wraz z żoną Lindą do Brooklynu, gdzie rozpoczął pracę w Komitecie Redakcyjnym i Komitecie Służby tamtejszego Betel. W 1998 roku powołano go na stanowisko pomocnika w Komitecie Redakcyjnym[41]. Włada językiem angielskim, hiszpańskim oraz francuskim[42].
- Jeffrey Winder – od 18 stycznia 2023 roku członek Ciała Kierowniczego Świadków Jehowy. Pochodzi z miasta Murrieta w Kalifornii. Został ochrzczony na zgromadzeniu obwodowym 29 marca 1986 roku. W kwietniu 1986 roku rozpoczął służbę pełnoczasową, a służbę w Betel w maju 1990 roku. W 1997 roku ożenił się z Angelą. W 2014 roku przenieśli się do Warwick, gdzie pomagał przy budowie Biura Głównego. W 2016 roku przeprowadzili się do Centrum Szkoleniowego Towarzystwa Strażnica w Patterson, gdzie pracował w Dziale Nagrań Dźwiękowych i Filmów Wideo. Od 2020 roku w Warwick współpracował z Komitetem Personalnym Ciała Kierowniczego, a od 2022 roku, a w marcu 2022 roku został pomocnikiem tego Komitetu[27][28].

### Byli członkowie (zmarli)
Lista zmarłych członków. W nawiasach podano lata usługiwania w Ciele Kierowniczym. Lista członków Ciała Kierowniczego do 1971 roku jest tożsama z listą członków 7-osobowego zarządu Towarzystwa Biblijnego i Traktatowego „Strażnica” w Pensylwanii z wyłączeniem Haydena Covingtona, który nie uznawał siebie za namaszczonego duchem świętym.
- Carey W. Barber (1977–2007)[43]
- John E. Barr (1977–2010)[44]
- William L. Barry (1974–1999)
- John C. Booth (1974–1996)
- Charles J. Fekel (1974–1977)[45]
- Frederick W. Franz (1971–1992) – czwarty prezes Towarzystwa Strażnica
- George D. Gangas (1971–1994)
- John O. Groh (1971–1975)
- Milton G. Henschel (1971–2003) – piąty prezes Towarzystwa Strażnica
- William K. Jackson (1971–1981)
- Theodore Jaracz (1974–2010)
- Karl F. Klein (1974–2001)
- Nathan H. Knorr (1971–1977) – trzeci prezes Towarzystwa Strażnica
- Guy H. Pierce (1999–2014)[46]
- Martin Pötzinger (1977–1988)
- Hugo H. Riemer (1943–1965)[47]
- Albert D. Schroeder (1974–2006)[48]
- Grant Suiter (1971–1983)
- Thomas J. Sullivan (1971–1974)
- Lyman A. Swingle (1971–2001)
- Daniel Sydlik (1974–2006)[49]

Członkowie Ciała Kierowniczego, którzy zrezygnowali
- Ewart C. Chitty (1974–1978)[50]
- Raymond Franz (1971–1980)[51][c]
- Leo K. Greenlees (1971–1984)[52]
- Anthony Morris (2005–2023)[53][30][54][d].

## Komitety
Ciało Kierownicze deleguje wiele swych uprawnień na 6 stałych komitetów. Koordynatorami komitetów są członkowie Ciała Kierowniczego, którzy na zmianę, przez rok, przewodniczą sześciu komitetom Ciała Kierowniczego. Komitety te to:
- Komitet Koordynatorów – udziela pomocy Świadkom Jehowy w sytuacjach nadzwyczajnych, np. w czasie klęsk żywiołowych[56], pandemii[57] czy prześladowań religijnych, odpowiada za sprawy prawne (Dział Prawny Biura Głównego[58][59]), a także za kontakty z mediami (Biuro Informacji Publicznej)[58][60]. Nadzoruje też Dział Muzealny[61], Dział Komputerowy Biura Głównego i Dział Audytu i Dokumentacji[58].
- Komitet Personalny – nadzoruje działalność Domów Betel na całym świecie.
- Komitet Wydawniczy – nadzoruje wydawanie publikacji oraz pracę drukarni i funduszy z dobrowolnych datków (Ogólnoświatowy Dział Wydawniczy). Odpowiada za budowę Biur Oddziałów oraz Sal Królestwa i Sal Zgromadzeń (Ogólnoświatowy Dział Projektowo-Budowlany)[62]. Nadzoruje też pracę Biura Zakupów Globalnych, który zajmuje się zakupem wyposażenia Biur Oddziałów; Biurem Ochrony Zdrowia; Biurem Skarbnika[58].
- Komitet Służby – nadzoruje działalność ewangelizacyjną głosicieli, pionierów, starszych zboru, nadzorców podróżujących, misjonarzy oraz Komitetów Łączności ze Szpitalami). Organizuje działalność głoszenia oraz zborów. Zaprasza studentów do Biblijnej Szkoły Strażnicy – Gilead i na Kurs dla Ewangelizatorów Królestwa i przydziela im tereny do działalności, posługuje się Działami Służby w poszczególnych Biurach Oddziału, które koordynują działalność głoszenia[63][58].
- Komitet Nauczania – redaguje materiał na zgromadzenia, zebrania zborowe (w tym opracowuje dwumiesięcznik „Chrześcijańskie życie i służba – program zebrań”) oraz dla członków rodziny Betel. Pod nadzorem Komitetu Nauczania Dział Szkoleń Teokratycznych prowadzi i nadzoruje 7 kursów: Kurs wprowadzający do służby w Betel, Kurs dla Członków Komitetów Oddziałów i Ich Żon, Kurs Służby Pionierskiej, Biblijna Szkoła Strażnicy – Gilead, Kurs dla Ewangelizatorów Królestwa, Kurs dla Starszych, Kurs dla Nadzorców Obwodów i Ich Żon. Kursy te odbywają się na terenie Biur Oddziałów (w tym w 17 ośrodkach szkoleń biblijnych) w 293 językach[64] oraz przygotowuje filmy, słuchowiska (Dział Nagrań Dźwiękowych i Filmów Wideo)[65] oraz materiał do programu telewizji „JW Broadcasting” (Dział Telewizji Internetowej). Nadzoruje też Dział Podróży, który organizuje podróże dla misjonarzy i innych głosicieli pełniących specjalną służbę pełnoczasową na terenach zagranicznych[66][58] oraz Dział Transmisji[67].
- Komitet Redakcyjny – redaguje materiał drukowany publikacji biblijnych, zatwierdza teksty dramatów biblijnych i szkice wykładów publicznych; zajmuje się oficjalnym serwisem internetowym jw.org (Dział Stron Internetowych); nadzoruje pracę zespołów tłumaczy (ponad 6000 wolontariuszy tłumaczy i personelu pomocniczego dokonujących tłumaczenia publikacji[68]) (Dział Wspierania Tłumaczeń[69]) na przeszło 1100 języków (oraz na ponad 50 wydań brajlowskich[70])[71] w ponad 400 placówkach tłumaczeń w przeszło 150 krajach[72]), pomaga im w tym Dział Programistyczny MEPS[32]. Komitet Redakcyjny nadzoruje też Dział Archiwum Redakcyjne, który zajmuje się zachowaniem, dokumentowaniem i udostępnianiem historycznych dokumentów i przedmiotów dotyczących Świadków Jehowy[73] oraz Dział Plastyczny[74]. Dział Korespondencji, który każdego roku odpowiada na około 14 000 pytań[75]. Dział Przetwarzania Tekstu przetwarza tekst publikacji drukowanych na cyfrowy[58].